# フッ素18
フッ素18  (Fluorine-18、18F) はフッ素の同位体で、陽電子放出により崩壊することから陽電子源として重要視されている。質量数18.0009380(6) uで半減期は109.771(20) 分である。崩壊経路は陽電子放出が97%、電子捕獲が3%で、いずれの場合も安定同位体である酸素18となる。
フッ素18は放射性医薬工業において重要な同位体であり、主な用途はポジトロン断層法に用いるフルオロデオキシグルコース (FDG) の合成である。 これはグルコースの2-ヒドロキシ基をフッ素18で置き換えたもので、撮影時にトレーサーとして利用される。フッ素18は半減期が適度に短く、崩壊により陽電子を放出するため有用性が高い。放射線医薬工業では サイクロトロンまたは線形加速器を用いて18 MeV程度まで加速した陽子を、水-18O （重酸素水 H218O）に照射することで生成している。
フッ素18は、放射性トレーサー分子中のヒドロキシ基を置換する形で用いられることが多い。これは静電気学的性質や立体構造が置換前後でほとんど変わらないためである。しかし、分子の極性が変わってしまうため、分野によっては問題となる場合もある。